# (10111) Fresnel
(10111) Fresnel (1992 OO1) – planetoida z pasa głównego asteroid okrążająca Słońce w ciągu 4,09 lat w średniej odległości 2,55 j.a. Odkryta 25 lipca 1992 roku.